# 新・世界七不思議
新・世界七不思議（しん・せかいななふしぎ、英語: New Seven Wonders of the World）とは、世界中からの投票によって決められた、現代版の世界の七不思議である。スイスに本拠を置く「新世界七不思議財団」（英: New7Wonders Foundation）の運営により、2007年に選出された。また、2011年には第2弾の新・世界七不思議 自然版の選出が、2014年には第3弾の新・世界七不思議 都市版の選出が行われた。
なお、新・世界七不思議と翻訳されているが、英語の wonder には「驚異的なもの」という意味もあり、また元もとの世界七不思議の原語のギリシア語も「不思議」という意味ではないため（世界の七不思議#「不思議」の意味参照）、ここでも「不思議な」物件とは考えないほうが良い。ノミネートされている物件は、歴史的にはほぼ解明されたものが多い。

## 経緯と批判
冒険家のベルナルド・ウェーバーによって提案され、フェデリコ・マヨー]前・ユネスコ事務局長を中心とした実行委員会が候補地を絞り込んだ。最終結果は2007年7月7日にポルトガルのリスボンで発表された。
ユネスコ公認であるかのように誤解を招く表現を使用していたことに対する批判もあり、最終結果の発表に先立つ2007年6月20日、ユネスコは、「新・世界七不思議」が世界遺産やユネスコとなんら関係ないと声明を発表した。新・世界の七不思議については、幾度も支援依頼を受けたが、協力しないと決められた。
「新世界七不思議財団」は1億票以上がインターネットや電話を介して集められたと主張しているが、特に重複投票を防止する措置が講じられていたわけでもなく、もともと非科学的な投票だったと言われている。
投票は公式サイトでのオンライン投票は電子メールアドレスを記入する必要があるため、メールアドレス毎に1回のみ可能であるが、SMSや電話での投票は無制限に行うことが可能であった。
新・世界七不思議の21の最終候補には、日本から唯一京都市にある清水寺が掲載されたが、新・世界七不思議には選定されなかった。

2011年には新・世界七不思議 自然版が選出された。全世界で261箇所が立候補し、その中から候補地が、2009年7月21日には28箇所に、8月25日には14箇所に絞りこまれた。そして2011年11月11日に投票が締め切られ、新・世界七不思議 自然版が公表された。この選定についても、韓国では済州島が選定されることを目指して、済州道の職員が2億回を超えると推定される組織的な投票を行っており、市民・社会団体から批判を受けた

## 新・世界七不思議

### 新・世界七不思議に選ばれた建物
| 名称                           | 場所                                    | 画像                                                                      | 建造年 |
| ------------------------------ | --------------------------------------- | ------------------------------------------------------------------------- | ------ |
| 万里の長城                     | 中国                                    | The Great Wall of China (Mutianyﺁ section)                                | 700 BC |
| ペトラ                         | ヨルダン マアーン県                     | The end of the Siq, with its dramatic view of Al Khazneh ("The Treasury") | 312 BC |
| コロッセオ                     | イタリア ローマ                         | The Colosseum at dusk: exterior view of the best-preserved section        | 80     |
| チチェン・イッツァのピラミッド | メキシコ ユカタン州                     | cordelia maxwell house                                                    | 600    |
| マチュ・ピチュ                 | ペルー クスコ県                         | Machu Picchu in Peru                                                      | 1450   |
| タージ・マハル                 | インド ウッタル・プラデーシュ州アーグラ | Taj                                                                       | 1643   |
| コルコバードのキリスト像       | ブラジル リオデジャネイロ               | Christ the Redeemer in Rio de Janeiro                                     | 1931   |

このほかに、世界の七不思議にも選出された エジプトのギザの大ピラミッドが名誉称号（honorary status）を獲得している。

### 最終候補に残った13箇所
| 名称                       | 場所                                          | 画像 | 建造年  |
| -------------------------- | --------------------------------------------- | ---- | ------- |
| ストーンヘンジ             | イギリス ソールズベリー                       |      | 2400 BC |
| アテナイのアクロポリス     | ギリシャ アテネ                               |      | 447 BC  |
| アヤソフィア               | トルコ イスタンブール                         |      | 360     |
| アンコール・ワット         | カンボジア シェムリアップ州シェムリアップ     |      | 1113    |
| モアイ                     | チリ イースター島                             |      | 1250    |
| トンブクトゥ               | マリ トンブクトゥ州                           |      | 1327    |
| アルハンブラ宮殿           | スペイン アンダルシア州グラナダ県グラナダ     |      | 1333    |
| 赤の広場                   | ロシア モスクワ                               |      | 1561    |
| 清水寺                     | 日本 京都府京都市                             |      | 1633    |
| ノイシュヴァンシュタイン城 | ドイツ バイエルン州オストアルゴイ郡フュッセン |      | 1869    |
| 自由の女神像               | アメリカ合衆国 ニューヨーク                   |      | 1886    |
| エッフェル塔               | フランス パリ                                 |      | 1887    |
| シドニー・オペラハウス     | オーストラリア シドニー                       |      | 1959    |

## 新・世界七不思議 自然版

### 新・世界七不思議 自然版に選ばれた物件
| 名称                                                          | 場所 | 画像 |
| ------------------------------------------------------------- | --- | ---- |
| アマゾン川と熱帯雨林                                          | ボリビア · ブラジル · コロンビア · エクアドル · フランス（フランス領ギアナ） · ガイアナ · ペルー · スリナム · ベネズエラ |      |
| ハロン湾                                                      | ベトナム クアンニン省ハロン市                                                                                            |      |
| イグアスの滝（イグアス国立公園（アルゼンチン）/（ブラジル）） | アルゼンチン ミシオネス州 · ブラジル パラナ州                                                                            |      |
| 済州島                                                        | 韓国 済州特別自治道 |      |
| コモド島（コモド国立公園）                                    | インドネシア 東ヌサ・トゥンガラ州                                                                                        |      |
| プエルト・プリンセサ地底河川                                  | フィリピン パラワン州 |      |
| テーブルマウンテン（テーブルマウンテン国立公園）              | 南アフリカ 西ケープ州 |      |

## 新・世界七不思議 都市版

### 新・世界七不思議 都市版に選ばれた都市
- ハバナ（キューバ）
- ベイルート（レバノン）
- ビガン（フィリピン）
- ダーバン（南アフリカ）
- ドーハ（カタール）
- クアラルンプール（マレーシア）
- ラパス（ボリビア）[1]